# Daignac
Daignac é uma comuna francesa na região administrativa da Nova Aquitânia, no departamento de Gironda. Estende-se por uma área de 5,73 km². Em 2010 a comuna tinha 476 habitantes (densidade: 83,1 hab./km²).